# ミロシュ・シェスティッチ
ミロシュ・シェスティッチ（セルビア語: Милош Шестић, ラテン文字転写: Miloš Šestić、1956年8月8日 - ）は、セルビアとボスニア・ヘルツェゴビナ（旧ユーゴスラビア）の元サッカー選手。ポジションはフォワード。

## 経歴
レッドスター・ベオグラードで公式戦277試合に出場し62得点を決めた。その後ギリシャ移籍を経て加入したFKヴォイヴォディナ・ノヴィ・サドでは1988-89シーズンにクラブにとって23年ぶりとなるユーゴスラビア・プルヴァ・リーガ優勝に貢献した。
ユーゴスラビア代表では1979年から1985年までの21試合に出場している。